# Maitland Airport
Maitland Airport är en flygplats i Australien. Den ligger i kommunen Maitland Municipality och delstaten New South Wales, i den sydöstra delen av landet, omkring 130 kilometer norr om delstatshuvudstaden Sydney.
Runt Maitland Airport är det ganska tätbefolkat, med 129 invånare per kvadratkilometer.. Närmaste större samhälle är Maitland, nära Maitland Airport.
I omgivningarna runt Maitland Airport växer huvudsakligen savannskog. Genomsnittlig årsnederbörd är 1 277 millimeter. Den regnigaste månaden är februari, med i genomsnitt 223 mm nederbörd, och den torraste är juli, med 46 mm nederbörd.